# 田中彩子
田中 彩子（たなか あやこ、1984年2月23日 - ）は、ヨーロッパを中心に活動するウィーン在住のソプラノ歌手（コロラトゥーラ）。

## 人物
京都府舞鶴市出身。3歳からピアノを始め、18歳で単身ウィーンに留学し声楽を学ぶ。22歳でスイスのベルン市立劇場において、モーツァルト『フィガロの結婚』のソリスト・デビューを飾る。同劇場日本人初、かつ最年少での歌劇場デビューで大きな話題を集め、6ケ月というロングラン公演を代役なしでやり遂げる。翌年、国際ベルヴェデーレオペラ・オペレッタコンクールではオーストリア代表として本選出場を果たす。ウィーン・フォルクスオーパーとオッフェンバック『ホフマン物語』のオランピア役のカバーを務めた事を皮切りに、オーストリア政府公認スポンサーの『魔笛』公演では、夜の女王役として2012年から3年に渡って出演した。その後、コンサート・ソリストとしてヨーロッパ、南米各地のオーケストラ公演に出演している。2015年からは日本国内でも毎年全国ツアーを開催。2018年、アルゼンチン最優秀初演賞を受賞。2019年、Newsweek日本版の『世界が尊敬する日本人100人』に選出。
社会貢献活動にも積極的に携わり、音楽や芸術を通じた教育・国際交流活動を行う「Japan Association for Music Education Program」を設立し代表理事を務める。その他、舞鶴市文化親善大使、京丹後市文化国際交流アドバイザー、宮津市文化芸術ブランドアンバサダー、学校法人AICJ鴎州学園の新理事長にも就任した。
日本語に加え、ドイツ語、英語、スペイン語を話すことができる。

## 経歴
- 2002年 - ウィーンに留学し声楽を学ぶ。
- 2006年 - スイスのベルン州立歌劇場で『フィガロの結婚』でソリストデビュー（同劇場最年少デビュー）。
- 2007年 - ウィーン市立歌劇場に所属。国際ベルヴェデーレ・オペラ・オペレッタ・コンクールでオーストリア代表として本選出場。
- 2011年 - マーラー没後100周年、ドイツ・ルーマニア合同音楽フェスティバル"Musica Coronensis"で、マーラーの交響曲第4番第4楽章『天上の生活』のソプラノ・ソリストで出演。
- 2012年 - デビュー・アルバム「Virtuosa Coloratura」をリリース。ソフィア・フィルハーモニー管弦楽団（英語版）の定期公演でリサイタル公演。オーストリア政府公認スポンサーの下行われたオペラ『魔笛』のオーストリアツアーで、「夜の女王」役で3年に渡り全公演出演。
- 2013年 - ロンドンカドガンホールでロイヤル・フィルハーモニー管弦楽団の定期公演でロンドンデビュー。プエノス・アイレスで行われたコンサート・ツアーがその年のベスト・イベントに選ばれる。
- 2014年 - 日本でのデビュー・アルバム「華麗なるコロラトゥーラ」をリリース。 オルフの世俗カンタータ『カルミナ・ブラーナ』のソプラノソリストで、ウィーン・コンツェルトハウス大ホールデビュー。ロンドン・ロイヤルフィルハーモニー管弦楽団定期コンサートに出演。
- 2015年 - 初の国内ツアーを全国5都市で開催。
- 2017年 - アルバム「ウィーンの調べ ～華麗なるコロラトゥーラ2～」をリリース。ブエノス・アイレスにある南米最高峰のコンサートホール、Centro Cultural Kirchner（CCK）で、エステバン・ベンセクリ（英語版）が彼女の声からインスピレーションを受け作曲した｢コロラトゥーラ・ソプラノとオーケストラのための5つの連作歌曲｣を、国立アルゼンチン交響楽団（英語版、スペイン語版）とのシーズン開幕コンサートで世界初演のソリストを務める。同公演は翌年の最優秀初演賞を受賞。
- 2018年 - ウィーン・コンツェルトハウス大ホールでユネスコ支援の国際青少年音楽フェスティバルでの閉会式でリサイタル公演。ダイダン株式会社のCMに起用。「ジャポニスム2018」のプログラムとして、パリ・ルーブル美術館で日仏友好160周年・京都・パリ友情盟約終結60周年を記念したリサイタルコンサートを行う。世界バレー女子大会開幕戦にて日本・アルゼンチン両国の国歌を独唱。
- 2019年 - Newsweek日本版の『世界が尊敬する日本人100人』に選出。WBA世界ミドル級タイトルマッチにおいて、王者ロブ・ブラント（アメリカ）、挑戦者村田諒太（日本）両国の国歌を独唱。アルバム「Vocalise」をリリース。東京ドームで開催された、プロ野球セントラル・リーグのクライマックスシリーズ・ファイナルステージ（巨人対阪神）第1戦のセレモニーで国家独唱。Japan Association for Music Education Program設立。
- 2020年 - 田中彩子のためにエステバン・ベンセクリが作曲した『連作歌曲』を含む3作品を収録したアルバム「Esteban BENZECRY」がリリース。総合プロデュース・主演を務めたモノオペラ「ガラシャ」が上賀茂神社と京都府丹後文化会館で世界初演。「京都府あけぼの賞」受賞。
- 2021年 - ONTOMOで対談連載「明日へのレジリエンス」開始。舞鶴市文化親善大使に就任[1]。京丹後市文化国際交流アドバイザーに就任[4]。
- 2022年 - 音楽教科書『音楽Ⅰ Tutti＋』に掲載。エル・システマジャパン・京都府舞鶴市・舞鶴子どもコーラスと「音楽を通して子ども達に生きる力を育むまちづくり協定」を締結し、同コーラスの特別顧問に就任。宮津市文化芸術ブランドアンバサダーに就任。神宮球場で行われたプロ野球日本シリーズ（ヤクルト対オリックス）の第1戦で国歌を独唱。
- 2023年 - デンマーク「チボリガード・サマーコンサート」でチボリ内コンサートホール日本人初ソリスト出演。学校法人AICJ鴎州学園の新理事長に就任。4枚目となるアルバム「Play Coloratura」を発売。
- 2024年- アルゼンチンの様々な環境で育った約100名の青少年が集まる国立青少年交響楽団「Sinfónica Juvenil Nacional Libertador San Martin」日本招致コンサートを開催。5年をかけて企画制作から総合プロデュース、スポンサー集めまで全て行う。5枚目となるアルバム「ベスト・オブ・ハイコロラトゥーラ」発売。

## 公演記録
| 年     | 月日         | タイトル                                                                                      | 会場                                         |
| ------ | ------------ | --------------------------------------------------------------------------------------------- | -------------------------------------------- |
| 2012年 | 7月7日       | 田中彩子ソプラノリサイタルコンサート                                                          | サントリーホールブルーローズ                 |
| 2015年 | 3・5月       | 田中彩子 ソプラノ・リサイタル～華麗なるコロラトゥーラ～（5公演）                              | 紀尾井ホール 他                              |
| 2016年 | 1月3日       | NHKナゴヤニューイヤーコンサート2016                                                           | 愛知県芸術劇場コンサートホール               |
|        | 8・9月       | 田中彩子 ソプラノ・リサイタル～華麗なるコロラトゥーラとウィーンの調べ〜（7公演）              | 紀尾井ホール 他                              |
| 2017年 | 9・10月      | 田中彩子 ソプラノ・リサイタル 2017〜美しきウィーンとコロラトゥーラ〜（7公演）                 | 紀尾井ホール 他                              |
| 2018年 | 6月17日      | モーツァルト・マチネ 第３４回                                                                 | ミューザ川崎シンフォニーホール               |
|        | 6月21日      | 〜華麗なるコロラトゥーラ〜 田中彩子 ソプラノ ランチコンサート                                 | 網町三井倶楽部                               |
|        | 10月         | 田中彩子 ソプラノ・リサイタル 2018 〜愛しのコロラトゥーラ〜（6公演）                          | 紀尾井ホール 他                              |
|        | 10月30日     | 松本零士 生誕80周年／『銀河鉄道 999』40周年 『銀河鉄道 999』シンフォニック・コンサート        | サントリーホール                             |
| 2019年 | 3月18日      | 第33回倉敷音楽祭「田中彩子 ソプラノ・リサイタル」                                             | 倉敷市芸文館ホール                           |
|        | 10月         | 田中彩子ソプラノ・リサイタル 2019 〜Vocalise〜（5公演）                                       | 紀尾井ホール 他                              |
|        | 11月17日     | 後楽園華舞台〜日本の美 Live Japan Beauty                                                      | 岡山後楽園                                   |
|        | 12月17日     | ジョン・健・ヌッツォ クリスマス in 銀座                                                       | 王子ホール                                   |
|        | 12月23日     | 「コロラトゥーラ 田中彩子 × カウンターテナー藤木大地 」クリスマス・スペシャル・コンサート     | 京都コンサートホール                         |
| 2020年 | 7月24日      | 天使の糧 〜田中彩子 オンライン・チャペルコンサート 第1夜                                      | 京都セントアンドリュース教会                 |
|        | 7月31日      | 涙の流れるままに 〜田中彩子 オンライン・チャペルコンサート 第2夜                              | 京都セントアンドリュース教会                 |
|        | 8月8日       | 信州リゾート音楽祭                                                                            | 八ヶ岳高原音楽堂                             |
|        | 11月20・22日 | モノオペラ「ガラシャ」（2公演／世界初演）                                                     | 世界文化遺産・上賀茂神社、京都府丹後文化会館 |
|        | 12月23日     | 千住明カレンダーコンサート2020（２公演）                                                      | 紀尾井ホール                                 |
| 2021年 | 4月10・11日  | 第二回 令和京都博覧会「春」                                                                   | 八坂倶楽部                                   |
|        | 9月24日      | いま、夜が明ける！－音楽の光                                                                  | 紀尾井ホール                                 |
|        | 10月         | 田中彩子 ソプラノ・リサイタル 2021 ～COLORS OF COLORATURA～（5公演）                          | 紀尾井ホール 他                              |
|        | 10月24日     | ＜舞鶴市文化親善大使就任記念＞田中彩子ソプラノ・リサイタル                                    | 舞鶴市総合文化会館                           |
|        | 12月26日     | Music of the Beginning -はじまりの音楽-                                                       | 神奈川工科大学KAIT広場                       |
| 2022年 | 1月29日      | AAR Japan チャリティ公演 モノオペラ『ガラシャ』                                               | 国立能楽堂                                   |
|        | 2月6日       | ＜京丹後市文化国際交流アドバイザー就任記念＞田中彩子ソプラノ・リサイタル                      | 京都府丹後文化会館                           |
|        | 5月18日      | ウクライナ避難民のための緊急チャリティコンサート                                              | 紀尾井ホール                                 |
|        | 5・6月       | 田中彩子 ソプラノ・リサイタル2022 〜Coloratura Journey〜                                      | 紀尾井ホール 他                              |
|        | 6月19日      | 田中彩子 ソプラノリサイタル                                                                   | パルナソスホール                             |
|        | 6月22日      | リチャード&ミカ・ストルツマン クラシカル・サロンコンサート（ゲスト出演）                      | ラフカディオホール                           |
|        | 9月19・21日  | モノオペラ『ガラシャ』能楽版                                                                  | 名古屋能楽堂、天橋立公園内特設会場           |
|        | 11月25日     | ラテルナ・マジカコンサート（ゲスト出演）                                                      | 銀座 王子ホール                              |
|        | 12月5日      | Keiichiro Shibuya - Playing Piano In The Raw（ゲスト出演）                                    | 浜離宮朝日ホール                             |
|        | 12月9日      | 田中彩子 クリスマス・プレミアム コンサート                                                    | サントリーホールブルーローズ                 |
|        | 12月25日     | 《エルシステマジャパン創立10周年記念》東京子どもアンサンブル-クリスマスの贈り物（ゲスト出演） | 白寿ホール                                   |
| 2023年 | 4月22日      | 田中彩子ソプラノ・リサイタル in 高崎芸術劇場                                                  | 高崎芸術劇場                                 |
|        | 5月16日      | Ristorante ASO 音楽祭 Special Dinner Concert                                                  | Ristorante ASO                               |
|        | 9月30日      | ARK JAZZ スタンダード・ジャズの魅力（ゲスト出演）                                             | サントリーホールブルーローズ                 |
|        | 10月9日      | 田中彩子ソプラノ・リサイタル                                                                  | 八ヶ岳高原音楽堂                             |
|        | 10・11月     | 田中彩子 ソプラノ・リサイタル2023 ～Play Coloratura～                                         | 紀尾井ホール 他                              |
| 2024年 | 3月10日      | 第一回舞鶴子どもコーラスコンサート                                                            | 舞鶴市総合文化会館大ホール                   |
|        | 3月20日      | 田中彩子/ 有島京 リサイタル～ミュシャと音楽のコラボレーション                                 | 熊本県立劇場コンサートホール                 |
|        | 4月14日      | 「田中彩子ソプラノ・リサイタル 2024 in 高崎芸術劇場」 Presented by WOWOWプラス                | 高崎芸術劇場                                 |
|        | 4月21日      | 藤木大地プロデュース めぐり逢う歌声2024～華麗なるコロラトゥーラ田中彩子をむかえて～           | 大和高田さざんかホール                       |
|        | 10月- 12月   | デビュー10周年記念リサイタル 春の声 夜の女王のアリア～田中彩子 華麗なるコロラトゥーラ         | 紀尾井ホール 他                              |

## メディア出演

### テレビ
- 2010年 - ハンガリーの大手ネットショップ「Vatera.hu」のTVコマーシャル
- 2014年3月22日 - TBSテレビ「ジョブチューン・世界で活躍するプロフェッショナルSP」
- 2014年11月 - 日本テレビ 『スッキリ!!』
- 2014年11月25日 - 読売テレビ「情報ライブ　ミヤネ屋」
- 2015年12月6日 - テレビ朝日「題名のない音楽会」
- 2016年1月8日- NHK総合「NHK名古屋ニューイヤーコンサート2016」
- 2016年6月5日 - 毎日放送「情熱大陸」
- 2016年7月1日 - 毎日放送「ちちんぷいぷい」
- 2016年7月23日 - 日本テレビ「輝きYELL!」
- 2016年9月14日 - 日本テレビ「ザ!世界仰天ニュース」
- 2017年6月24日 - NBS 長野放送「土曜はこれダネッ!」
- 2017年7月31日 - BSジャパン「エンター・ザ・ミュージック」
- 2017年8月24日 - MBS「ENT」
- 2017年9月23・30日 - テレビ朝日「白の美術館」
- 2017年10月31日 - フジテレビ「ノンストップ!」
- 2017年12月2日 - 日本テレビ「嵐にしやがれ」
- 2018年1月20日 - 日本テレビ「嵐にしやがれ」
- 2018年4月16日 - 日本テレビ「しゃべくり007×人生が変わる1分間の深イイ話　合体SP」
- 2018年9月29日 - TBSテレビ「2018年バレーボール女子世界選手権」（日本・アルゼンチン両国国歌斉唱）
- 2018年11月16日 - TBSテレビ「中居正広の金曜日のスマイルたちへ」
- 2019年1月9日 - BS-TBS「ストイック女子」
- 2019年3月25日 - 日本テレビ「今夜ウドウ会」
- 2019年10月11日 - 日本テレビ「天才〇〇さんま ときどき岡村」
- 2020年11月13日 - KBS京都「京bizX」
- 2020年11月 - NHK京都「ニュース630 京いちにち」
- 2020年11月 - NHK「NHKニュースおはよう日本」
- 2021年12月30日 - Eテレ「ディーヴァたちが歌う Sing! Sing! Sing!」
- 2022年3月13日 - NHK BS1 ザ・ヒューマン「ソプラノ歌手・田中彩子 境界線上のアリア」

### ラジオ
- 2016年1月10日 - FMヨコハマ「EVENING BUZZ」
- 2016年1月20日 - J-WAVE「TOKYO MORNING RADIO」
- 2017年3月18日 - J-WAVE「ANA WORLD AIR CURRENT」
- 2017年8月6日 - TFM「平原綾香のヒーリングヴィーナス」
- 2017年10月29日・11月5・12日 - TBSラジオ「のどの窓」
- 2018年8月5・12日 - TBSラジオ「嶌信彦 人生百景『志の人たち』」
- 2019年1月26日 - J-WAVE「ANA WORLD AIR CURRENT」
- 2019年8月19日 - α-STATION「KYOTO AIR LOUNGE」
- 2019年8月19日 - MBSラジオ「こんちわコンちゃんお昼ですょ!」
- 2019年9月20日 - Nack5「One More Pint!」
- 2019年9月21・28日 - TFM 「Dream HEART」
- 2019年10月15日 - 文化放送「大竹まことゴールデンラジオ!」
- 2019年11月5日 - FMやまと「スマイル♪」
- 2019年11月10日 - TBSラジオ「安住紳一郎の日曜天国」
- 2021年10月29日 - FMまいづる「海の京都★舞鶴赤れんがラジオ」
- 2022年3月12日 - J-WAVE「ROPPONGI PASSION PIT」
- 2023年10月26日 - J-WAVE「TOKYO MORNING RADIO」

### 新聞
- 2016年7月27日 - 毎日新聞
- 2016年8月14日 - 産経新聞
- 2017年4月 - しんぶん赤旗（日曜版「風の色」で連載）
- 2017年8月24日 - 中日新聞
- 2017年8月30日 - 岐阜新聞
- 2019年11月22日 - 朝日新聞「「自分を信じて」演奏でエール」
- 2019年12月17日 - 産経新聞「故郷・京都の魅力 歌声で」
- 2020年10月25日 - 朝日ウィークリー「Diva's dream」
- 2020年10月27日 - 毎日新聞「ガラシャの悲劇、モノオペラで表現 歌手・田中彩子さんら上演へ 11月・京都」
- 2020年10月30日 - 京都新聞「ガラシャの人生「モノオペラ」に ソプラノ歌手が里帰り公演」
- 2021年1月1日 - 京都新聞 「動」と「静」 「しぐさ」が生む表現力
- 2022年3月24日 - 中日新聞「私はイチゴ。ケーキの中身知りたい」
- 2022年5月21日 - 毎日新聞「田中彩子リサイタル 軽く自然な高音、五感で旅を」
- 2022年5月21日 - 読売中高生新聞「挫折が生んだ天使の歌声、17歳でピアノを諦めた時「世界的に珍しい声」と言われ…その場で決意」
- 2022年9月24日 - 京都新聞　京都・天橋立でガラシャの生涯を上演、舞鶴出身のソプラノ歌手の思い「感無量」
- 2022年10月1日 - 毎日新聞「ソプラノ歌手・田中彩子さん「高校3年間でチョイスを」 母校で講演」
- 2022年10月4日 - 朝日新聞「西舞鶴高が旧制舞鶴中と舞鶴高女の校歌録音へ」

### 雑誌・書籍
- 2015年2月 - 「ぶらあぼ」（10月号）
- 2016年6月 - 「女性セブン」（6月9日号）
- 2016年7月  - 「週刊文春」（7月7日号)
- 2017年8月 - 「婦人画報」（9月号）
- 2017年9月 - 「レコード芸術」（10月号）
- 2017年9月 - 「ぶらあぼ」（10月号）
- 2017年9月 - 「音楽の友」（10月号）
- 2017年9月 - 「CDジャーナル」（10月号）
- 2017年10月 - 「週刊新潮」（10月19日号）
- 2018年8月 - 「音楽の友」（9月号）
- 2019年5月 - 「ニューズウィーク日本版」世界が尊敬する日本人100
- 2019年6月 - 「STORY」（7月号）
- 2019年9月 - 「ぶらあぼ」（10月号）
- 2020年3月 - 「趣味と芸術」（杉本博司）
- 2020年4月 - 「婦人画報」（5月号）杉本博司の“謎の割烹”味占郷
- 2020年9月 - 「NIKKEI MAGAZINE STYLE Ai」（9月号）
- 2020年10月- 「英和新聞朝日ウィークリー(Asahi Weekly)」表紙・巻頭インタビュー
- 2020年10月 - 「婦人画報」（11月号）
- 2022年4月 - 音楽 教科書『音楽Ⅰ Tutti＋』
- 2024年 - 2026年 教科書「教育芸術社 小学生の音楽 4」インタビュー
- 2024年3月 - 「FRaU」
- 2024月5月 - 「音楽の友」（6月号）
- 2024年9月 - アルゼンチンの音楽雑誌「Musica Classica BA」表紙・巻頭インタビュー
- 2024年9月 - 「婦人画報」インタビュー

### CM
- 2018年3月 - ダイダン株式会社[5]

### オンライン
- 2020年11月15日 - 「HAPPY WOMAN BUNKASAI 2020」子どもたちとつくるサスティナブルでより良い未来 〜絵本「わたしがかわる みらいもかわる SDGsはじめのいっぽ」を題材に〜
- 2021年1月9日 - 「京都人権ナビ」スペシャルインタビュー
- 2021年2月11日 - ONTOMO「明日へのレジリエンス」（連載）
- 2021年7月21日 - with online【音楽×SDGs】世界が尊敬するソプラノ歌手・田中彩子さんにインタビュー！ 竹田有里のゆるりなSDGsラボ vol.5
- 2023年4月4日 - DISCOVER JERA ビジネスとアートの共創「グローバル×想像力」
- 2024年7月24日 - ONTOMO「田中彩子～デビューから「台風の目の中」で進んできた10年、さらなる挑戦へ」

## ディスコグラフィ

### アルバム
| No. | 発売日          | タイトル                                                                     | 収録曲 |
| --- | --------------- | ---------------------------------------------------------------------------- | --- |
| 1   | 2012年 7月7日   | Virtuosa COLORATURA -コロラトゥーラの芸術-                                   | 01. Le Rossignol et la Rose 02. Salaviei (Le Rossignol) 03. Popoli de Tessaglia, K316 04. Mia speranze adorata, K416 05. Tornami a vagheggiar 06. Les Oiseaux la Charmille 07. Caro nome 08. Ou ca la Jeune Indoue? |
| 2   | 2014年 11月26日 | Virtuosa Coloratura -華麗なるコロラトゥーラ-                                 | 01. 天秤棒に心をかけて～《カルミナ・ブラーナ》より 02. 夜の女王のアリア～歌劇《魔笛》より（モーツァル） 03. ナイチンゲールと薔薇～付随音楽《パリュサティス》より（サン=サーンス） 04. 鐘の歌「若いインド娘はどこへ」～歌劇「ラクメ」より（ドリーブ） 05. 影の歌～歌劇「ディノーラ」より（マイアベーア） 06. さようなら～歌劇「連隊の娘」（ドニゼッティ） 07. ああ、信じられない～歌劇「夢遊病の女」より（ベッリーニ） 08. 生垣に小鳥たちが～歌劇「ホフマン物語」（オッフェンバック） 09. さようなら、過ぎ去った日々よ～歌劇「椿姫」より（ヴェルディ） 10. お聴きなさい、蝉たちの声を～歌劇「お菊夫人」より（メサジェ） 11. 夏の名残の薔薇～歌劇「マルタ」より（フロトー） 12. 春の声（ヨハン・シュトラウス二世）                           |
| 3   | 2017年 9月20日  | Colooratura ll ~Wiener Coloratura~ ウィーンの調べ～華麗なるコロラトゥーラ2～ | 01. ヨハン・シュトラウス2世：美しく青きドナウ 02. ヨハン・シュトラウス2世：皇帝円舞曲 03. ヨハン・シュトラウス2世：ウィーンの森の物語 04. モーツァルト：聖母マリアより御体を受け（ハ短調ミサ曲 K.427より） 05. モーツァルト：アレルヤ（モテット《エクスルターテ・ユビラーテ》より） 06. モーツァルト：アヴェ・ヴェルム・コルプス K.618（ピアノ伴奏版） 07. フリース（伝モーツァルト）：子守歌 08. シューベルト：子守歌 D.498 09. ブラームス：子守歌 作品49の4 10. シューベルト：アヴェ・マリア D.839 11. モーツァルト：アヴェ・ヴェルム・コルプス K.618（弦楽伴奏版） 12. ロジャース：サウンド・オブ・ミュージック 13. ロジャース：エーデルワイス（日本語詞）                                                                              |
| 4   | 2019年 9月25日  | Vocalise                                                                     | 01. バッハ：ゴルトベルク変奏曲より アリア 02. バッハ：アリア「全地よ、神に向かいて歓呼せよ」 03. パガニーニ：カプリース第24番 04. パガニーニ／クライスラー：ラ・カンパネラ 05. モーツァルト：コンサート・アリア「やさしい春がもうほほ笑んで」 06. モーツァルト：「ああ、お母さん聞いて」による変奏曲（キラキラ星変奏曲） 07. R.シュトラウス：アモール 08. R.シュトラウス：私は花束を編みたかった 09. デラックァ：ヴィラネル（田園詩） 10. フォーレ：ヴォカリーズ・エチュード 11. ドビュッシー：月の光 12. ドビュッシー：星の夜 13. ラフマニノフ：ヴォカリーズ 14. L.ゴーティエ：秘密 15. ヴィラ＝ロボス：ブラジル風バッハ第5番より アリア 16. バッハ：ゴルトベルク変奏曲より アリア・ダ・カーポ                                            |
| 5   | 2020年 7月10日  | Esteban Benzecry                                                             | 1. ヴァイオリン協奏曲 (2006-2008) I. 夢への喚起 II. タンゴへの喚起 III. 失われた世界への喚起 2. コロラトゥーラ・ソプラノとオーケストラのための連作歌曲 (2014) I. 出逢いの道 II. 平和 III. 私はなりたい IV. 夜 V. 生命の起源 3. クラリネット協奏曲 (2010) I. 地平線のこだま II. 火山のダンス III. 謎めいたバグアラ IV. カリブ風トッカータ |
| 6   | 2023年 10月11日 | Play Coloratura                                                              | 01. モーツァルト：コンサート・アリア「私の感謝をお受けください、慈悲の人よ」 02. モーツァルト：コンサート・アリア「ああ、やさしい星よ、もし天に」 03. バッハ：「あなたがそばにいたら」（伝G.H. シュテルツェル作） 04. バッハ：アリア「ああ、なんて美味しいの、コーヒーは！」 05. ヘンデル：「私を泣かせてください」（涙の流れるままに） 06. プライズマン：「アヴェ・マリア」 07. プレヴィン：ソプラノ、チェロとピアノのためのヴォカリーズ 08. ピアソラ：「タンティ・アンニ・プリマ」（アヴェ・マリア） 09. ニールセン：「幸せなのに」 10. 渋谷慶一郎：「BLUE」 11. ミヒャエル・プブリク：「アー・ユー・シリアス?」 12. チック・コリア：「クリスタル・サイレンス」 13. チック・コリア：「ホワット・ゲーム・シャル・ウィ・プレイ・トゥデイ」 |

### 書籍
| カテゴリー     | 発売日         | タイトル   | 内容 |
| -------------- | -------------- | ---------- | --- |
| フォトエッセイ | 2016年 8月26日 | Coloratura | 著者：田中彩子 撮影：橋本雅史（HAVEROCK） 出版社：小学館 Chapter 1. “歌”との出会い Chapter 2. 音楽の都、ウィーンへ Chapter 3. 4年目の苦悩、新たな転機 Chapter 4. ソリストデビューへの道 Chapter 5. 出会いと別れ、そして恋 Chapter 6. 夢を叶える力 Chapter 7. 歌を歌うということ |